# Kino Dzieci
Festiwal Filmowy „Kino Dzieci” – międzynarodowa impreza filmowa, organizowana od 2014 roku przez Stowarzyszenie Nowe Horyzonty, w ramach której seanse i wydarzenia towarzyszące mają miejsce w całej Polsce. Filmy prezentowane na festiwalu adresowane są do widzów w wieku od 4 do 12 lat.
Festiwal ma charakter konkursowy. Filmy prezentowane są w dwóch kategoriach – filmy pełnometrażowe walczą o statuetkę Kwiatu Paproci, przyznawaną przez jury, składające się z dziennikarzy i twórców, podczas gdy publiczność nadaje tytuł Najlepszego filmu Festiwalu Filmowego Kino Dzieci. W kategorii filmu krótkometrażowego natomiast, odbywa się głosowanie na Ulubionego bohatera filmu krótkometrażowego.  

## 3. FFKD Kino Dzieci
Trzecia edycja festiwalu odbywa się w dniach 17–25 września 2016, w 27 miastach i ponad 30 kinach w Polsce, pod hasłem „Małe i duże filmowe podróże”. Współorganizatorem jest Instytut Francuski, za sprawą czego szczególny nacisk jest położony na kino francuskie.
W ramach festiwalu pokazanych zostanie kilkadziesiąt filmów, jednakże w części konkursowej udział bierze 8 filmów pełnometrażowych i 18 krótkometrażowych.